# Manda (Ludewa)
Manda è una circoscrizione mista (mixed ward) della Tanzania situata nel distretto di Ludewa, regione di Njombe. Conta una popolazione di 4 304 abitanti (censimento 2012).